# Seoho-myeon
Seoho-myeon (koreanska: 서호면)  är en socken i kommunen Yeongam-gun i provinsen Södra Jeolla i den sydvästra delen av Sydkorea, 315 km söder om huvudstaden Seoul.